# Jacob van Doordt

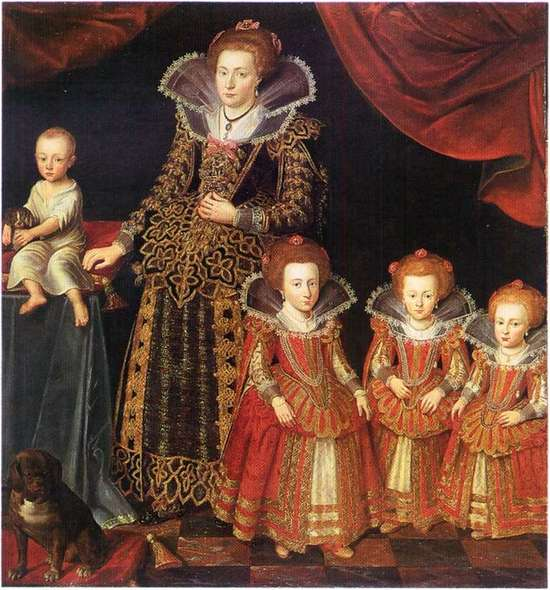
Kirsten Munk porträtterad av Jacob van Doordt.

Jacob van Doordt, död troligen 1629 i Stockholm, var en nederländsk porträttmålare och vaxpousserare som kom till Sverige vid Hamburg och Danmark.
Doordt var troligen son till kopparstickaren Peter van der Doordt i Hamburg och bror till vaxpousserarna Abreham och Isak van der Doordt. Han dog före 1629 i Stockholm där hans änka Margareta omnämns i en skrift från 1634.
Doordt tillhörde tidens omkringresande konterfejare. I Doordts fall var hans klientel det högsta sociala skiktet och man kan beteckna honom som en nordisk furstemålare. Inget är känt om hans tid i Hamburg men troligen utförde han en del porträttbeställningar där och han använde staden som hemort och reste därifrån till de olika uppdrag han kallades till. Han är rikligt representerad i Danmark. Kristian IV anlitade honom 1610–1612 och 1623–1624, han var anlitad av änkedrottning Sofie i Nyköbing 1616 och 1626 det finns bevarade porträtt av kungafamiljens medlemmar i stora och små oljemålningar, miniatyrer och medaljer som han utförde vid det danska hovet. På rekommendation av Kristian IV anlitade Karl I i England honom för att utföra en del porträtt av medlemmar i det engelska hovet.
Vid det Schleswig-Holsteinska hovet i Gottorp målade han 1621 en bevarad helfigursbild av Fredrik III, och han anlitades återigen 1627 och 1628 att utföra ytterligare målningar för det Schleswig-Holsteinska hovet. 1620 var han anlitad i Braunschweig där han målade en helfigur av Fredrik Ulrik. Han besökte troligen Berlin 1619 och utförde där ett porträtt av den blivande svenska drottningen Maria Eleonora av Brandenburg, som senare kom att tillhöra det forna Schlossmuseum i Berlin. 
Till Sverige kom han sommaren 1629 där han troligen avled i pesten på hösten samma år. Enligt en räkning daterad 9 juni 1629 inlämnad till kungliga räntekammaren med Maria Eleonoras attest, utförde han porträtt i vax (troligen för medaljmodeller) och porträtt i olja samt några miniatyrer. Denna räkning kompletterades senare av änkan Margareta med en fordran för tre porträtt av Gustav II Adolf varav det ena var ett helfigursporträtt till ett pris av 100 riksdaler och de två andra tillsammans betingade ett pris på 80 riksdaler. 
Doordt framträder med den kontinentala porträttstil som under 1500-talet utformades vid furstehoven. Hans närmaste överensstämmelser finner man i de engelska porträtten före van Dyck. Hans spröda linjebetonade formgivning utgår från renässanskonstens stil som i hans senare arbeten förenas med barocka drag. Porträtten av den danska änkedrottning och Gustav Adolf från 1626 och 1629 visar mer ett inflytande från den nederländska konstens tyngd och bredd. I svensk konst kan hans inflytande märkas hos Cornelius Arendtz som kopierat hans Gustav Adolfs porträtt.